# DELICIOUS FRIDAY
『DELICIOUS FRIDAY』（デリシャスフライデー）は、FM802で2008年10月10日から2013年3月29日まで放送されていたラジオ番組。DJは大抜卓人。

## 概要
番組タイトル通り、「金曜午後のおいしい時間」として、最新のヒットナンバーからゴールデンヒッツまで幅広くオンエアしていた。また、週末に向けた情報も紹介していた。
放送開始から2012年3月30日までは放送時間が15:00 - 19:00の4時間番組であったが、2012年4月6日からは『FRIDAY WEEKEND BASH』から引き継ぐ形で放送時間が12:00 - 18:00の6時間番組となった。
2013年3月29日をもって終了。後続番組は『Ciao! MUSICA』。

## 放送時間
- 金曜 15:00 - 19:00[注 2]（2008年10月10日 - 2012年3月30日）
- 金曜 12:00 - 18:00[注 1]（2012年4月6日 - 2013年3月29日）

## 主なコーナー
マールブランシュ JOYFUL BATON
12:20 - 12:40
京都北山マールブランシュ提供。当番組終了後は『Ciao! MUSICA』に引き継がれ、2018年4月以降は大抜がDJを務める『on-air with TACTY IN THE MORNING』に引き継がれた。
ダイドードリンコ SPICE OF MUSIC
13:20 - 13:40
ダイドードリンコ提供。
TOYOTA FRIDAY DRIVE WITH ELLIE
J-WAVEからのネット番組。大宮エリーが担当。
ABENO Q's STYLE
15:20 - 15:40
あべのキューズモール提供。同所からの公開収録（生放送の場合あり）の模様をオンエアする。
木下工務店 BEAT BOUNCE RADIO
17:00 - 17:20
木下工務店提供。未来のスターDJ候補を郵送で募集する。
以前のコーナー名は「木下工務店 SOUND DISCOVERY」であった。

### 過去のコーナー
Jユースカップ2008 SPECIAL
15:15 - 15:45
「2008Jユースカップ」の最新情報を紹介する。
eo光 RUNNING WITH MUSIC
15:47 - 15:54
ケイ・オプティコム提供。
ヨドバシカメラ CINEMA VIKING
16:00 - 16:30
ヨドバシカメラ提供。映画情報を紹介する。
JA共済 OSAKA LOVER'S DRIVE
16:00 - 16:30
JA共済提供。
みさき公園 LUCKY PLATE
17:15 - 17:45
みさき公園の情報を紹介する。
FIRST-CLASS NARA HOT DINNER
18:00 - 18:30
ファーストクラス奈良提供。奈良市のお勧めディナーを紹介する。